# Vaccinium brassii
Vaccinium brassii är en ljungväxtart som beskrevs av Herman Otto Sleumer. Vaccinium brassii ingår i Blåbärssläktet, och familjen ljungväxter. Utöver nominatformen finns också underarten V. b. madarum.